# Kleinfriesen
Kleinfriesen ist ein Stadtteil von Plauen im Stadtgebiet Ost, der 1903 eingemeindet wurde.

## Geographie
Kleinfriesen liegt im Osten Plauens und grenzt an drei weitere Stadtteile Plauens und an zwei Ortsteile einer Gemeinde des Vogtlandkreises.
| Alt Chrieschwitz |                                             | Voigtsgrün (Gemeinde Neuensalz) |
|                  | Kompassrose, die auf Nachbargemeinden zeigt | Neuensalz (Gemeinde Neuensalz)  |
| Reusa mit Sorga  |                                             | Großfriesen                     |

Die Fläche der Ortschaft besteht zu 33,6 % aus landwirtschaftlicher Nutzfläche und zu 26,3 % aus Wald. Die restliche Fläche sind Straßen, Wohn- und Industrieflächen.
Durch den Stadtteil fließt der Friesenbach.

## Geschichte

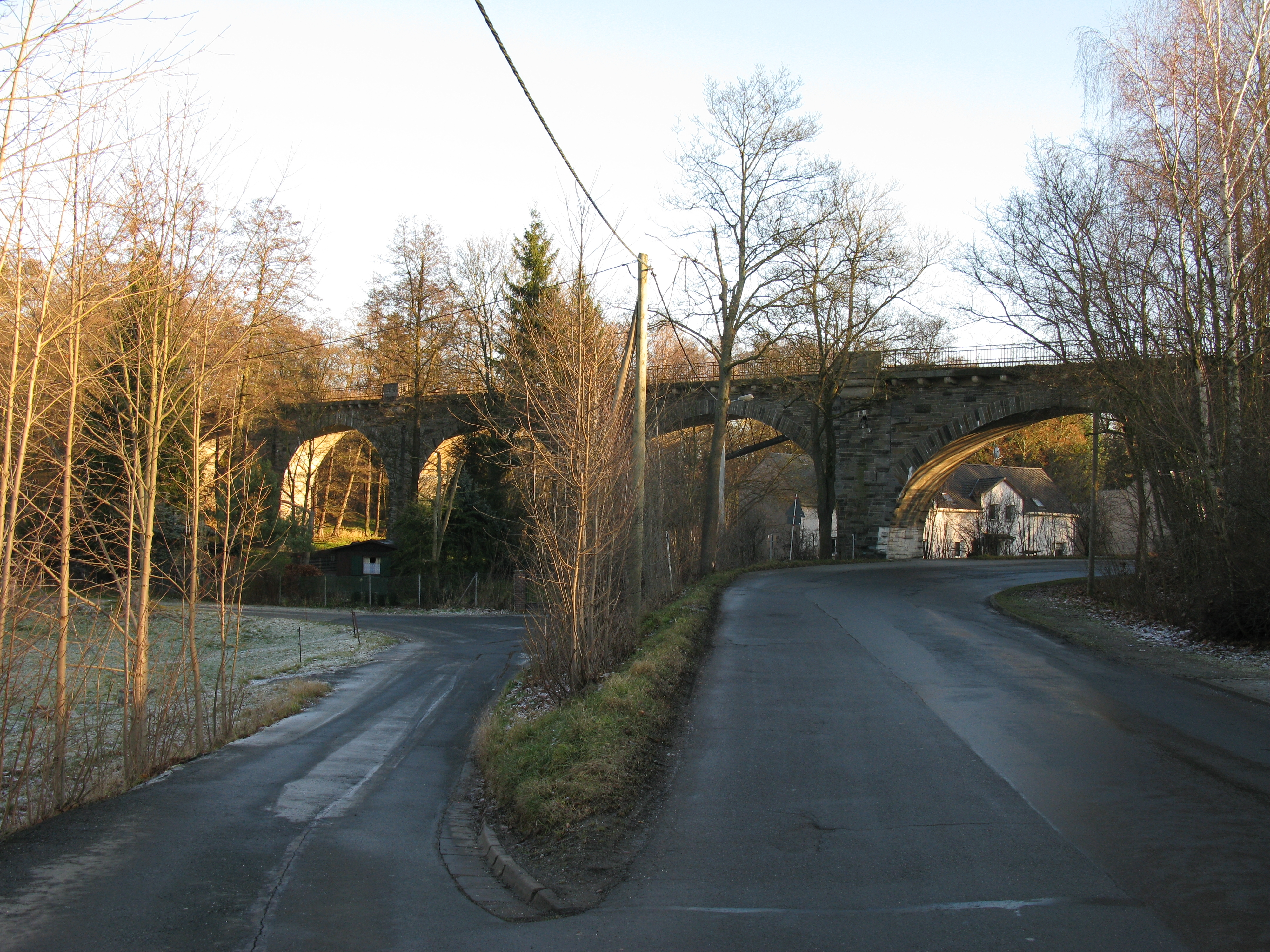
Die Eisenbahnbrücke an der ehemaligen Bahnstrecke Lottengrün–Plauen

Der Ort wurde 1418 als „Winczigen Friesen“ erwähnt. Es handelte sich um einen Bauernweiler in Blockflur. Kleinfriesen gehörte bis ins 19. Jahrhundert zum Amt Plauen. Der Ort bildete zusammen mit Tauschwitz, Reusa und Sorga eine Landgemeinde. Die Gemeinde gehörte später zur Amtshauptmannschaft Plauen und wurde 1903 in die Stadt Plauen eingemeindet, kurz bevor diese Großstadt wurde.

### Einwohnerentwicklung
Entwicklung der Einwohnerzahl:
| - 1557: 09 - 1764: 12 | - 1834: 76 - 1871: 65 | - 1890: 243 - 1903: 492 | - 2002: 200 |

## Wirtschaft und Infrastruktur

### Verkehr

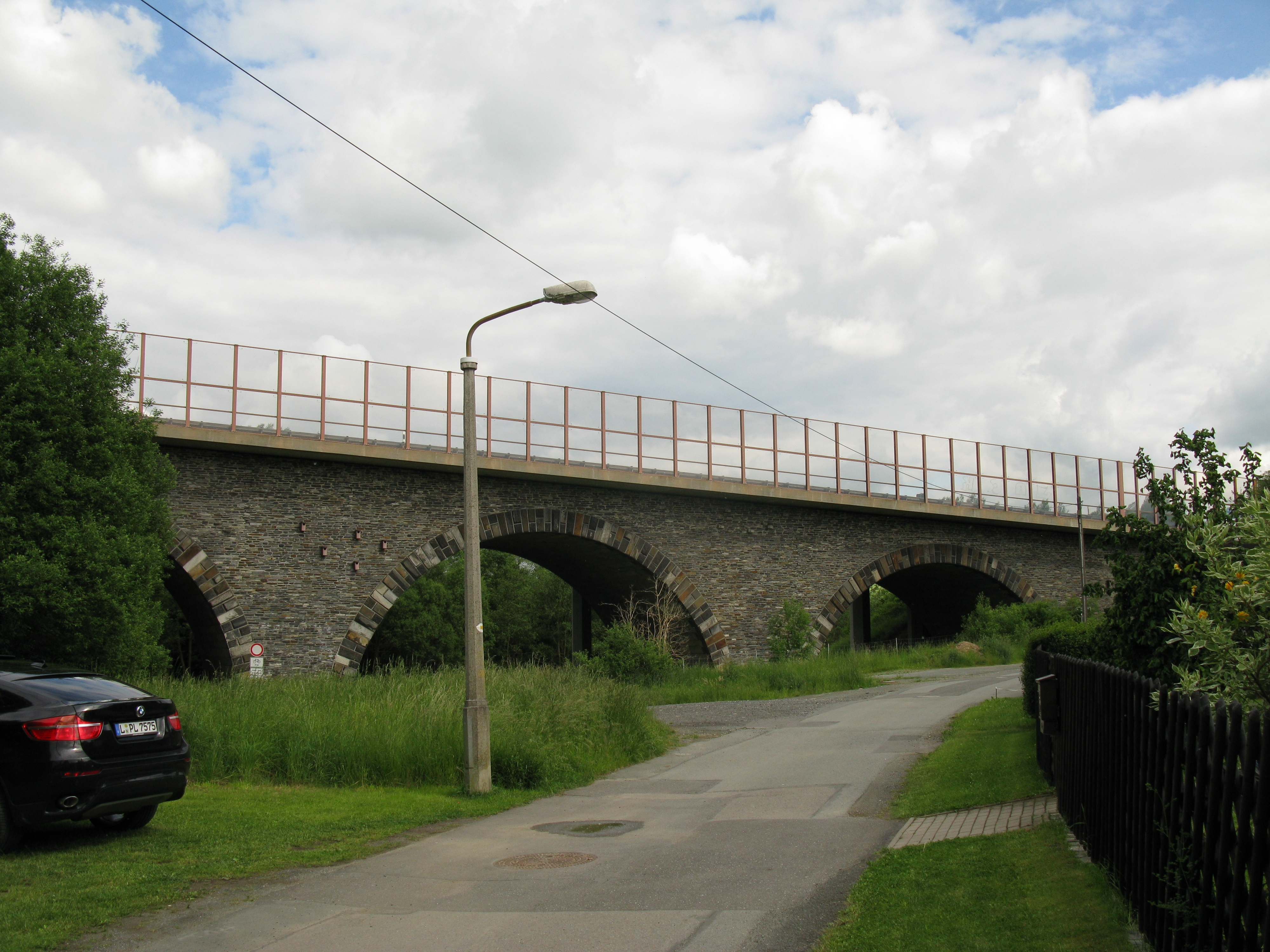
Die Autobahnbrücke über das Friesenbachtal

Durch Kleinfriesen verläuft die Bundesstraße 173. An der nordöstlichen Grenze des Stadtteils befindet sich die Anschlussstelle "Plauen-Ost" der Bundesautobahn 72.
Der südliche Teil von Kleinfriesen liegt in der Nähe der Endhaltestelle "Reusa" der Linie 6 der Straßenbahn Plauen. Der nordöstliche Teil von Kleinfriesen mit dem Gewerbegebiet Plauen-Neuensalz Ost wird im Regionalverkehr von der zweistündlichen TaktBus-Linie 63 bedient, die von Plauen nach Neuensalz, Treuen und Plohn führt. In der Hauptverkehrszeit wird sie auf einen Stundentakt verdichtet.
Bis Anfang der 1970er Jahre verlief durch den Stadtteil die Bahnstrecke Lottengrün–Plauen.

### Ansässige Unternehmen
Im Nordosten des Stadtteils befinden sich die Gewerbegebiete "Neuensalz Nord" und "Neuensalz Süd". Dort sind verschiedene Branchen angesiedelt. Unter anderem befindet sich dort die Abfüllung der Sternquell-Brauerei.